# Vuksanlekići
Vuksanlekići (cyr. Вуксанлекићи) – wieś w Czarnogórze, w gminie Tuzi. W 2011 roku liczyła 309 mieszkańców.